# TTH Holstebro
TTH Holstebro, tidigare Team Tvis Holstebro (2000–2016), är en handbollsklubb från Holstebro i Danmark, bildad 2000 som ett elitsamarbete mellan klubbarna Holstebro Håndbold 90 och Tvis KFUM. Klubben har haft lag i de högsta handbollsserierna för både herrar och damer, dock är namnet för damernas klubb nu Holstebro Håndbold. Klubben spelar sina hemmamatcher på Idrætscenter Vest i Holstebro.
I april 2020 avslutades samarbetet med TTH Holstebro, med målet att säkra fortsatt existens för ett lag i  damligan  i Holstebro. Damklubben heter nu Holstebro Håndbold 90. Holstebro Håndbold spelar på Holstebro Håndbold 90 lagkicens i DHF, danska handbollförbundet.

## Spelartrupper

### Herrlaget
| Nr | Land    | Pos | Namn               |
| -- | ------- | --- | ------------------ |
| 1  | Danmark | MV  | Simon Gade         |
| 20 | Danmark | MV  | William Lind       |
| 30 | Danmark | MV  | Sebastian Frandsen |
| 2  | Island  | M6  | Vignir Svavarsson  |
| 4  | Danmark | M9  | Thomas Damgaard    |
| 5  | Danmark | M6  | Lars Mousing       |
| 6  | Danmark | M9  | Jonathan Würtz     |
| 7  | Danmark | M6  | Niels Lindholt     |
| 8  | Finland | M9  | Jac Karlsson       |

| Nr | Land          | Pos | Namn             |
| -- | ------------- | --- | ---------------- |
| 9  | Danmark       | H6  | Jeppe Hauskov    |
| 10 | Danmark       | V6  | Magnus Bramming  |
| 15 | Sverige       | V9  | Viktor Östlund   |
| 19 | Danmark       | V6  | Malte Justesen   |
| 21 | Danmark       | H6  | Kasper Kildelund |
| 23 | Nederländerna | H9  | Kay Smits        |
| 25 | Danmark       | V9  | Jonas Porup      |
| 26 | Danmark       | H9  | Peter Balling    |

## Meriter

### Herrlaget
- Danska cupmästare: 2008, 2017

## Kända spelare
Herrar
- Torbjørn Bergerud (2016–2018)
- Michael Damgaard (2010–2015)
- Joacim Ernstsson (2008–2012)
- Niklas Forsmoo (2005–2008)
- Petar Nenadić (2010–2012)
- Jesper Nøddesbo (1999–2004)
- Jonas Larholm (2014–2016)
- Patrik Olsson (2008–2011)
- Vignir Svavarsson (2016–2019)
- Viktor Östlund (2016–2019)